# Diócesis de Sebastopol de Abasgia
La diócesis de Sebastopol de Abasgia (en latín: Dioecesis Sebastopolitana in Abasgia) fue una circunscripción eclesiástica de la Iglesia católica en Abjasia. Se trataba de una diócesis latina, sufragánea de la arquidiócesis de Bósforo. Fue suprimida de hecho por los abjasios en 1455 y su obispo continuó como obispo titular hasta su fallecimiento en 1472, cuando fue suprimida. Fue restaurada como arquidiócesis titular en 1933. Desde el 28 de abril de 1969 es sede vacante.

## Territorio y organización
La diócesis extendía su jurisdicción sobre los fieles católicos de rito latino residentes en parte de la actual Abjasia (llamada entonces Abasgia), en Georgia.
La sede de la diócesis se encontraba en la ciudad de Sebastopol, la actual ciudad de Sujumi.

## Historia

Mapa que muestra el principado de Abjasia en 1430

Sebastopol, la antigua Dioscuríade de los griegos, fue un antiguo arzobispado de la región de Abasgia. En el siglo VI el emperador Justiniano I unió la sede, con la cercana Pitionte, a la provincia de Ponto Polemoniaco. No se conocen arzobispos de rito bizantino para esta sede, aunque está documentada en varias Notitiae Episcopatuum del patriarcado de Constantinopla.
En la Edad Media la ciudad se convirtió en un importante centro comercial del mar Negro, un lugar frecuentado por comerciantes italianos, especialmente genoveses, y por misioneros latinos. Según algunas fuentes, en 1288 dos franciscanos habían sido masacrados allí por los griegos. Desde el punto de vista político pertenecía al Reino de Georgia y su rey se había sumado a la cruzada lanzada por los papas contra los turcos. La buena disposición del rey de Georgia y quizás la presencia de un convento de dominicos llevaron a la Santa Sede a erigir una diócesis de rito latino.
De hecho, en la bula Redemptor noster del 1 de abril de 1318, con la que el papa Juan XXII había erigido la sede metropolitana de Soltaniyeh, también incluyó a la diócesis de Sebastopol en Chersonese Pontico, perteneciente a la nueva provincia eclesiástica.
Una carta del obispo Pierre Géraud, dirigida al clero inglés (1330), da una idea de cómo podría haber sido la vida de un obispo latino en estas regiones, donde diferentes mentalidades, culturas y religiones convivían con dificultad: vivió en la pobreza y la soledad y se vio obligado a asistir, sin poder intervenir, al comercio de esclavos cristianos vendidos a musulmanes; la benevolencia del rey georgiano le había valido la construcción de una iglesia y la posesión de un pequeño cementerio católico, pero también la hostilidad del obispo ortodoxo local y de griegos, musulmanes y judíos, que habían intentado tres veces destruir la iglesia.
La diócesis en 1333 se había convertido en parte de la provincia eclesiástica de la arquidiócesis de Bósforo (o Vospro). Desde entonces no se sabe nada sobre la diócesis hasta 1388, cuando la ciudad se convirtió en una colonia genovesa, manteniéndose hasta 1455 cuando los genoveses fueron expulsados por el Principado de Abjasia. El último obispo conocido, Giorgio de Regibus, tuvo que abandonar la ciudad, obteniendo a cambio la posesión de una iglesia en la diócesis de Turín, como vicario y auxiliar del obispo.

### Arquidiócesis titular
Desde 1933 Sebastopol de Abasgia figura entre las sedes arzobispales titulares de la Iglesia católica como arquidiócesis de Sebastopol de Abasgia. Desde el 28 de abril de 1969 es sede vacante.

## Episcopologio
- Bernardo Moretti † (? falleció)
- Pierre Géraud, O.P. † (3 de agosto de 1329-?)
- Robert Hyntlesham † (1388-1389)
- Gothus † (? falleció)
- Berthold di Rottweil, O.P. †
- Nicolas Passeck, O.P. † (23 de diciembre de 1401-?)
- Giovanni I † (? falleció)
- Paolo di Caffa, O.F.M. † (22 de julio de 1428-?)
- Giovanni II † (? falleció)
- Giorgio de Regibus, O.F.M. † (5 de junio de 1450-1472 falleció)

### Arzobispos titulares
- Celestino Annibale Cattaneo, O.F.M.Cap. † (3 de marzo de 1936-15 de febrero de 1946 falleció)
- Henri-Edouard Dutoit † (23 de abril de 1949-17 de abril de 1953 falleció)
- Luigi Cossio † (12 de agosto de 1955-3 de enero de 1956 falleció)
- Giuseppe Paupini † (2 de febrero de 1956-28 de abril de 1969 nombrado cardenal diácono de Todos los Santos en Via Appia Nuova)